# Newtok
Newtok és una concentració de població designada pel cens dels Estats Units a l'estat d'Alaska. Segons el cens del 2000 tenia 321 habitants.

## Demografia
Segons el cens del 2000, Newtok tenia 321 habitants, 63 habitatges, i 51 famílies La densitat de població era de 120,3 habitants/km².
Dels 63 habitatges en un 68,3% hi vivien nens de menys de 18 anys, en un 63,5% hi vivien parelles casades, en un 11,1% dones solteres, i en un 19% no eren unitats familiars. En el 19% dels habitatges hi vivien persones soles el 19% de les quals corresponia a persones de 65 anys o més que vivien soles. El nombre mitjà de persones vivint en cada habitatge era de 5,1 i el nombre mitjà de persones que vivien en cada família era de 5,96.
Per edats la població es repartia de la següent manera: un 45,2% tenia menys de 18 anys, un 10% entre 18 i 24, un 26,8% entre 25 i 44, un 14,3% de 45 a 60 i un 3,7% 65 anys o més.
L'edat mediana era de 21 anys. Per cada 100 dones hi havia 118,4 homes. Per cada 100 dones de 18 o més anys hi havia 112 homes.
La renda mediana per habitatge era de 32.188 $ i la renda mediana per família de 32.188 $. Els homes tenien una renda mediana de 26.250 $ mentre que les dones 15.625 $. La renda per capita de la població era de 9.514 $. Aproximadament el 29,8% de les famílies i el 31% de la població estaven per davall del llindar de pobresa.

## Poblacions més properes
El següent diagrama mostra les poblacions més properes.